# Réserve écologique internationale Thomas-Sterry-Hunt
Die Réserve écologique internationale Thomas-Sterry-Hunt ist ein ökologisches Schutzgebiet im Süden der kanadischen Provinz Québec.
Das Schutzgebiet liegt in der Regionalen Grafschaftsgemeinde Montmagny an der Grenze zwischen Québec und Maine und wurde im Jahr 1988 auf einer Fläche von 56,1 ha eingerichtet. Es schützt für die Grenzregion in den Appalachen typische Moore, die an keiner Stelle eine Stärke von mehr als zwei Metern erreichen.

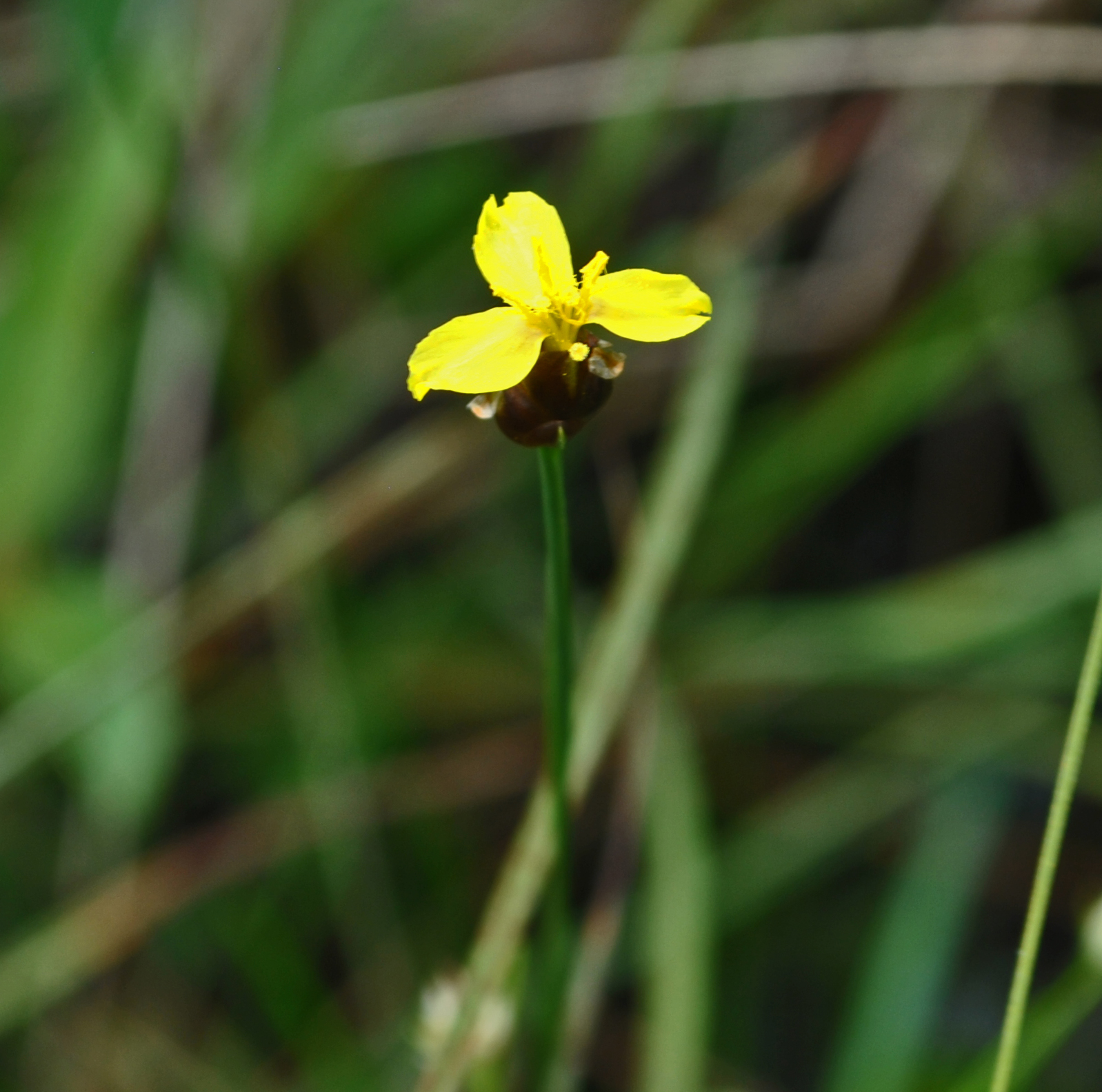
Xyris montana

Drei Senken bilden die Schwerpunkte der drei Moorgebiete, die im Schutzgebiet liegen. Dabei liegt im Westen ein von Wasserläufen versorgtes, nährstoffreiches Niedermoor, ein Fen, in dem Süßgräser und Torfmoose vorherrschen. Im mittleren Moor, einem mangels Zufluss nährstoffarmen Bog, wo niedrige Bestände von wenigen Schwarz-Fichten leben, die 1,5 bis 3 m Wuchshöhe erreichen. Hier sind die Torfmoose reichhaltig und artenreich vertreten. Das östliche Moor, nahe der Grenze zu den Vereinigten Staaten, ist überaus feucht. Dort leben ebenfalls Torfmoose, aber vor allem Carex (eine Gattung von Sauergrasgewächsen), Heidekrautgewächse und Lärchen. Gefährdet ist die Xyris montana aus der Familie der Xyridaceae, die zur Ordnung der Süßgrasartigen (Poales) zählt.
An Tierarten werden der auf der Insel sehr zahlreiche Weißwedelhirsch beobachtet, dazu das Urson (franz.: Porc épic) und Kaninchen.
Der Name des grenzübergreifenden Schutzgebiets verweist auf den amerikanischen Chemiker, Mineralogen und Geologen Thomas Sterry Hunt (1826–1892) aus Norwich in Connecticut, der an den kanadischen Universitäten Laval und McGill unterrichtete, ebenso wie Geologie am Massachusetts Institute of Technology in Boston. Er publizierte 330 wissenschaftliche Beiträge und veröffentlichte mit William Logan eine Monographie zur Geologie Kanadas.